# Euphonia hirundinacea
L'eufonia golagialla od organista golagialla (Euphonia hirundinacea Bonaparte, 1838) è un uccello passeriforme della famiglia dei Fringillidi.

## Etimologia
Il nome scientifico della specie, hirundinacea, deriva dal latino hirundo ("rondine") e significa quindi "simile a una rondine": il suo nome comune è invece un riferimento alla livrea dei maschi.

## Descrizione

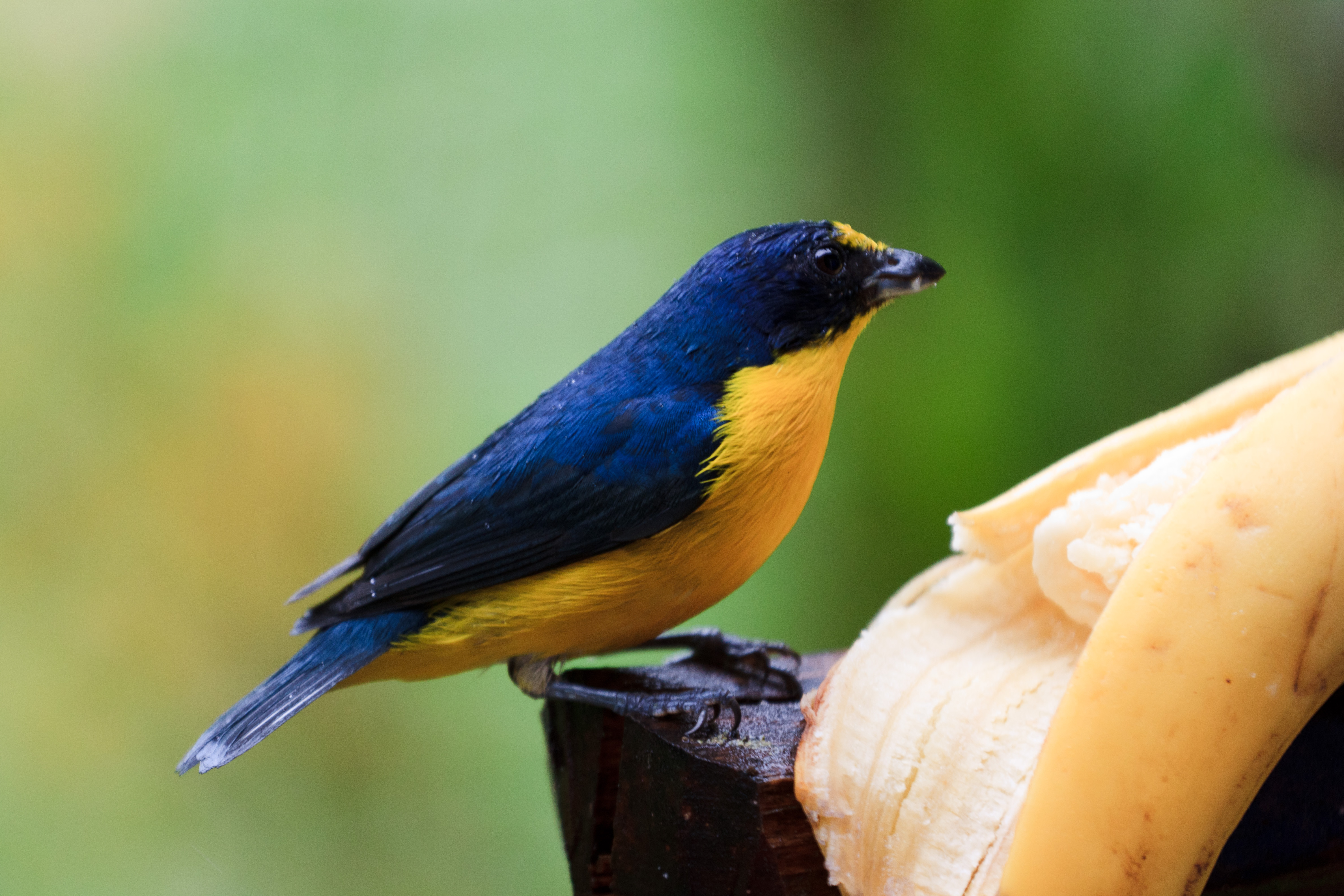
Maschio nella Costa Rica

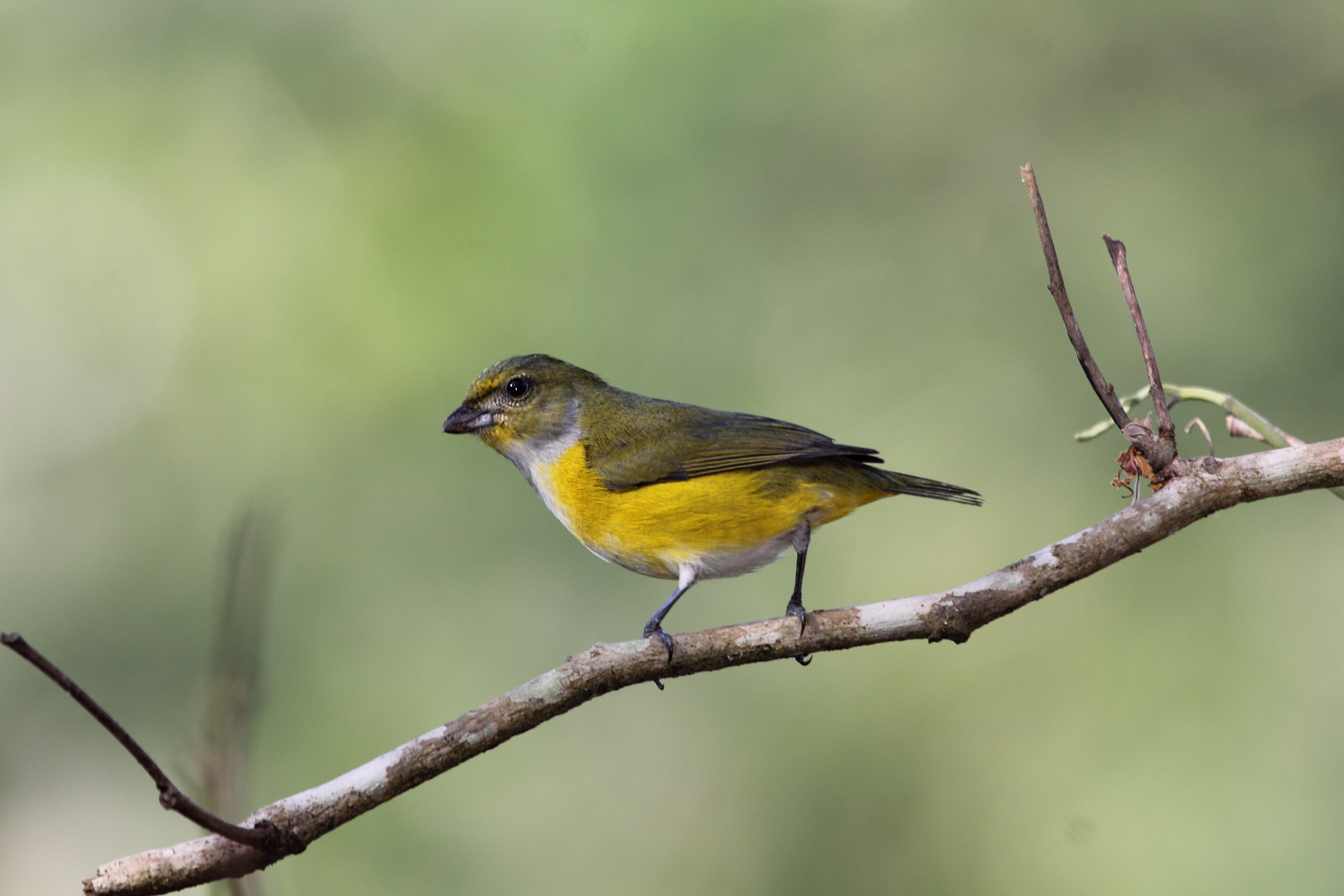
Femmina in natura

### Dimensioni
Misura 10 cm di lunghezza, per 11,6-17,8 g di peso.

### Aspetto
Si tratta di un uccelletto dall'aspetto robusto, munito di testa arrotondata, forte becco conico dalle punte lievemente uncinate, ali appuntite e coda squadrata.
Il piumaggio mostra netto dimorfismo sessuale: nei maschi, infatti, la testa (nuca, vertice, guancia e lati del becco), il dorso, le ali e la coda sono di colore nero-bluastro, con presenza di riflessi metallici purpurei e bluastri che divengono particolarmente evidenti su lati del collo, nuca e dorso, mentre la fronte, la gola, il petto e il ventre sono di colore giallo oro, che sfuma nel biancastro nell'area della cloaca e sul sottocoda.

Le femmine, invece, si presentano perlopiù di colore bruno, più scuro e tendente al verde oliva dorsalmente (dove remiganti primarie, sopracciglio e rettrici caudali tendono al nerastro) e più chiaro alla base del becco e su sottocoda, fianchi e lati del petto, che presentano inoltre decise sfumature di colore giallo-arancio, mentre il centro del petto e il ventre sono bianchi. In ambedue i sessi il becco è di colore nerastro, le zampe sono dello stesso colore e gli occhi sono invece di colore bruno scuro.

## Biologia

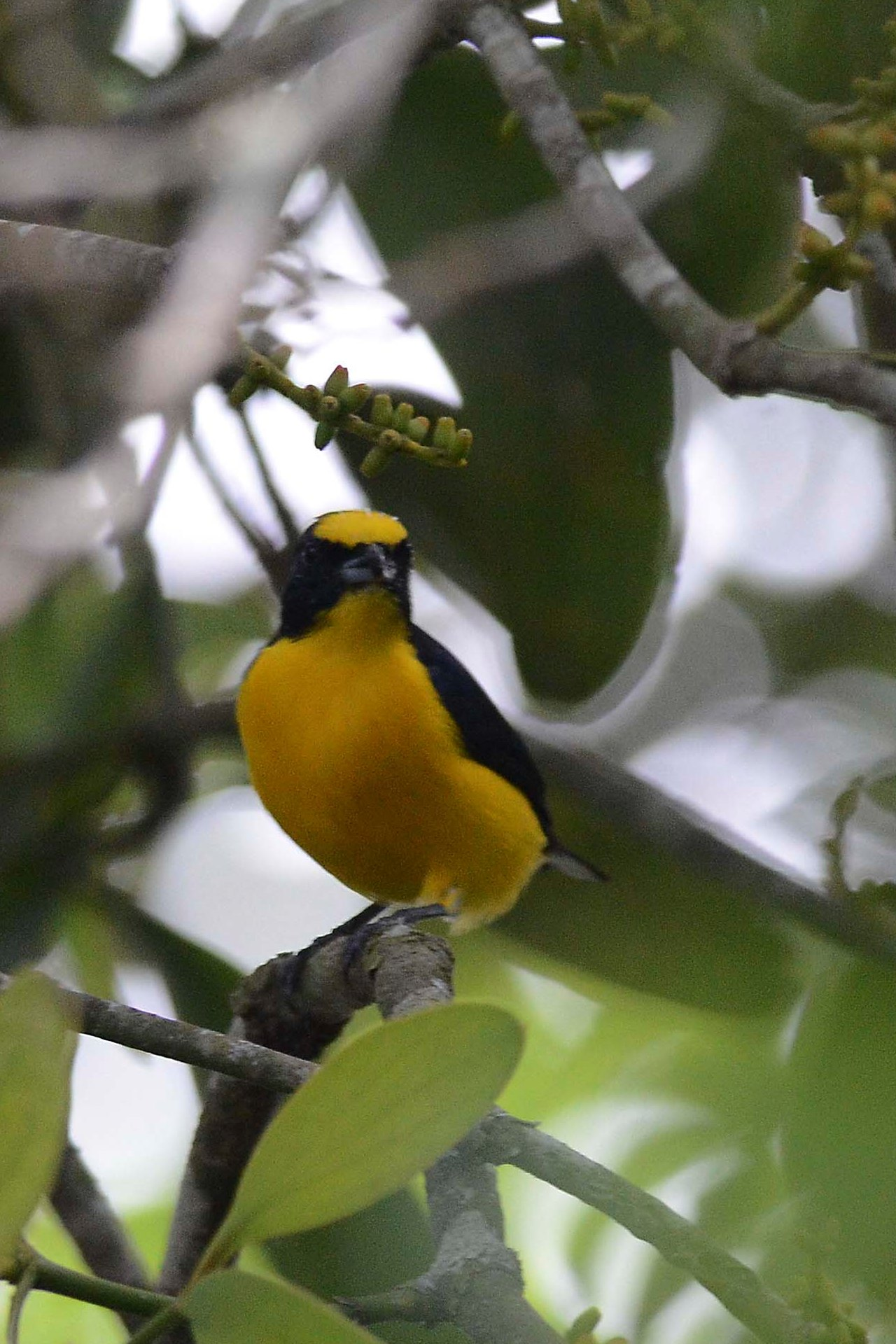
Maschio si alimenta nel Campeche

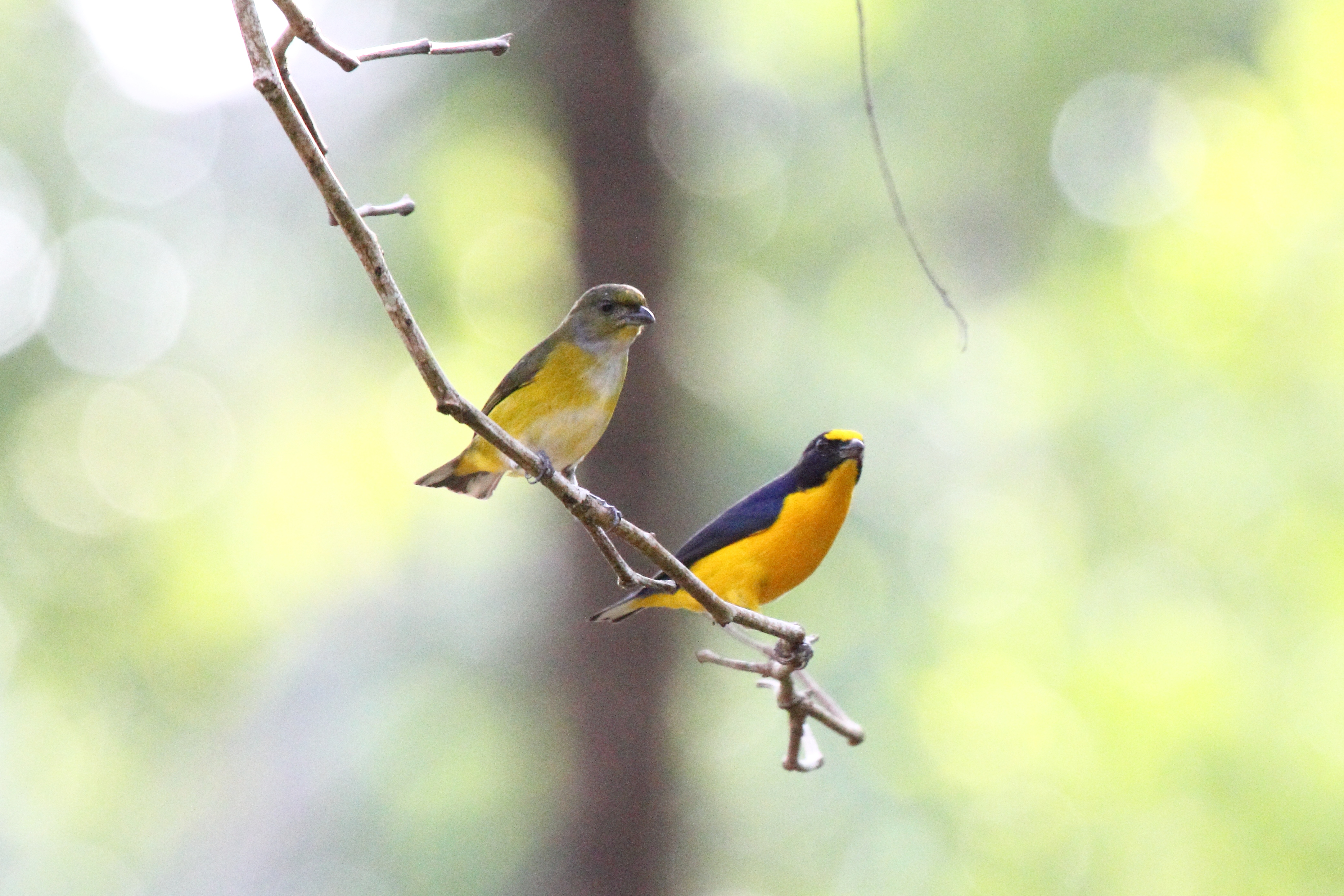
Coppia in natura (maschio a destra)

Si tratta di uccelli dalle abitudini diurne, che passano la maggior parte della giornata alla ricerca di cibo: essi tendono a muoversi da soli, in coppie o al più in gruppetti familiari di 4-5 individui, mantenendosi perlopiù fra i rami di alberi e cespugli e facendo ritorno durante la notte verso posatoi riparati.

### Alimentazione

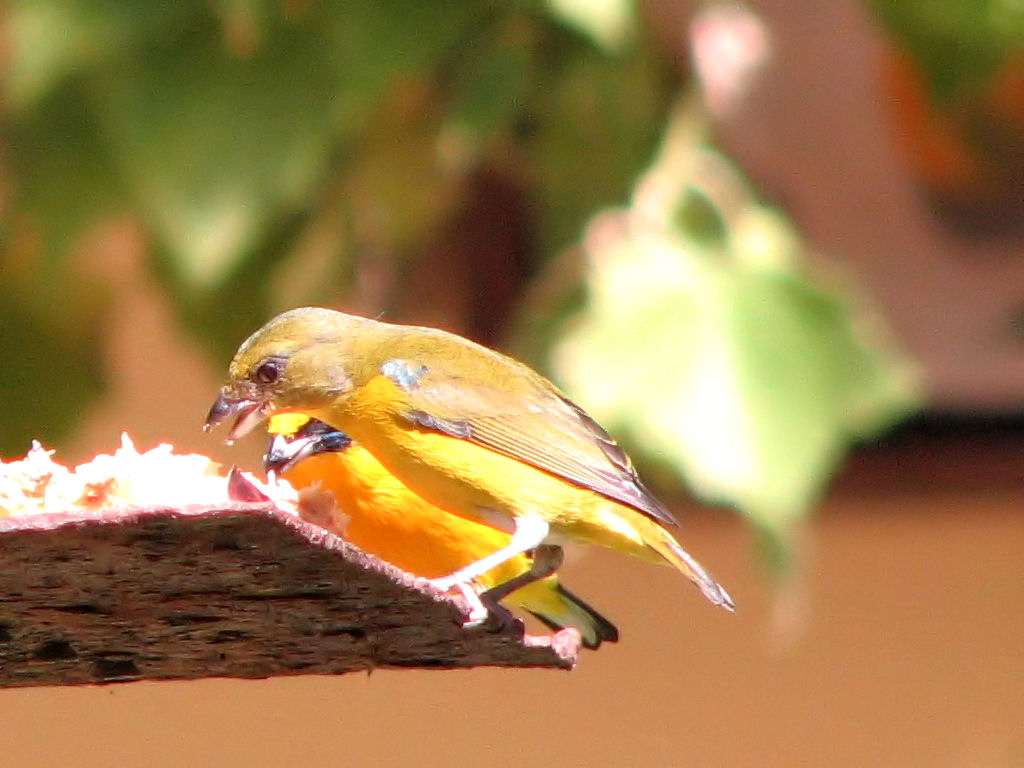
Due esemplari (femmina in primo piano) si alimentano da una mangiatoia a Santa Elena

La dieta dell'eufonia golagialla è essenzialmente frugivora, componendosi in massima parte di bacche di Loranthaceae e fichi, ma anche di frutta e bacche di altre piante, nonché, sebbene sporadicamente e in maniera casuale, anche di insetti e altri piccoli invertebrati.

### Riproduzione
Si tratta di uccelli rigidamente monogami, la cui stagione riproduttiva va da marzo ad agosto.
Le operazioni di costruzione del nido vengono condivise da ambedue i partner: il nido, di forma globosa, viene costruito intrecciando rametti e fibre vegetali e foderando l'interno con materiale soffice. Al suo interno la femmina depone 2-4 uova, che provvede a covare da sola per circa due settimane (col maschio che staziona di guardia nei pressi del nido e si occupa inoltre di reperire il cibo per sé e per la compagna), al termine delle quali schiudono pulli ciechi e implumi, che vengono imbeccati e accuditi per circa tre settimane. A questo punto, i nidiacei sono in grado d'involarsi, e cominciano a seguire i genitori durante i loro spostamenti (continuando a chiedere loro, sebbene sempre più sporadicamente, l'imbeccata) ancora per una decina di giorni almeno, prima di allontanarsene definitivamente e disperdersi.

## Distribuzione e habitat

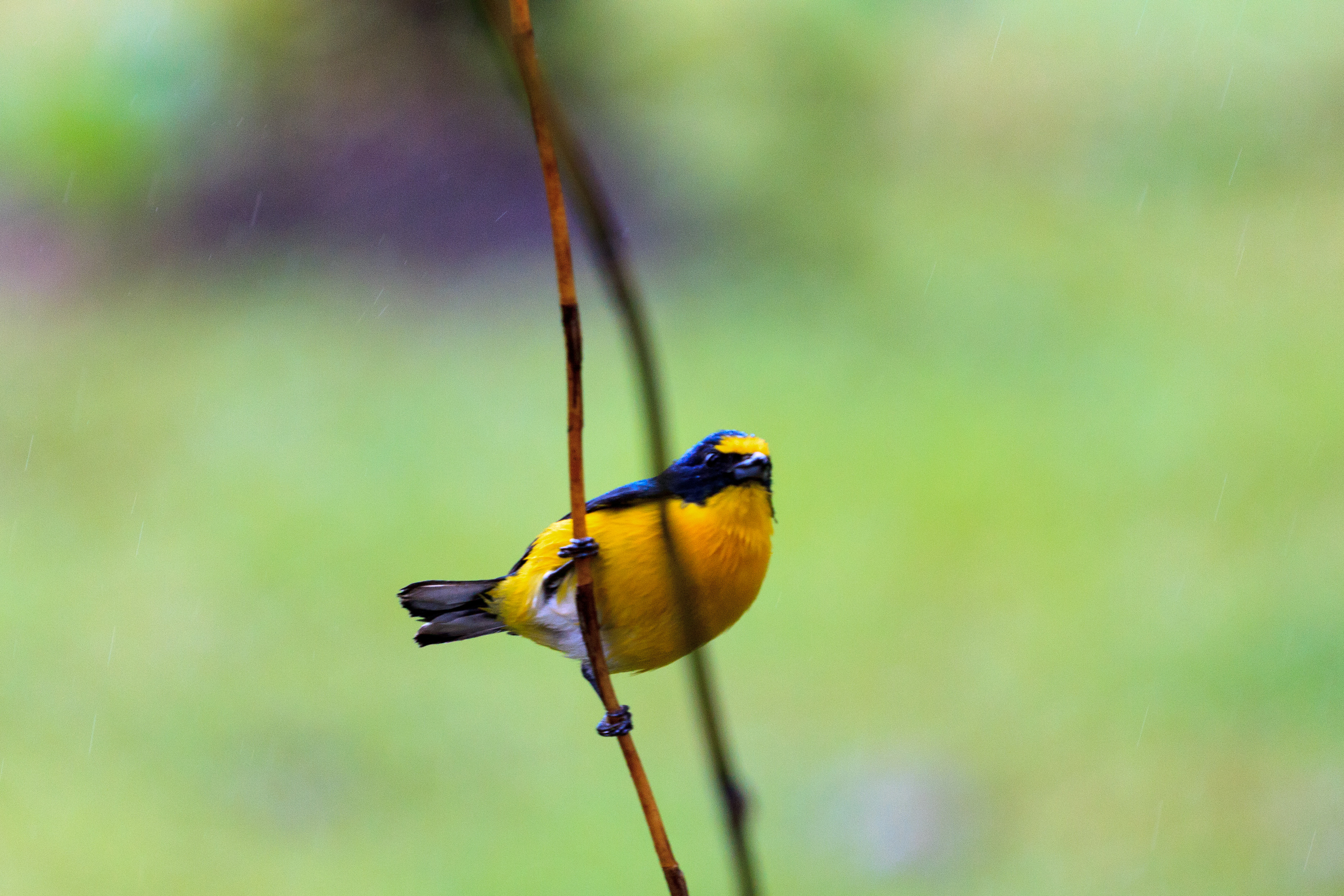
Maschio in natura

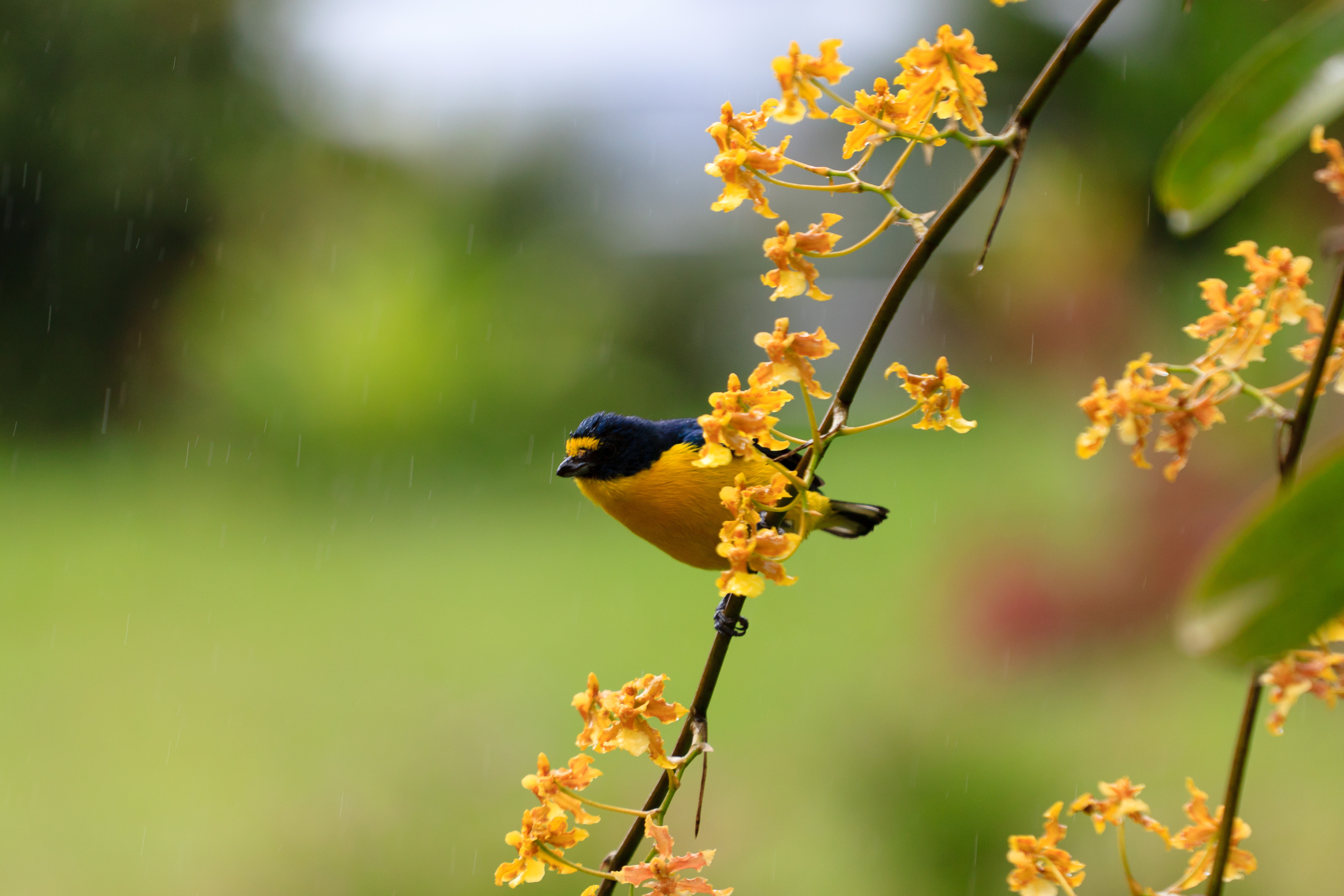
Maschio nella Costa Rica

L'eufonia beccoforte occupa un areale che comprende gran parte della costa orientale del Messico (a partire dal sud-est del San Luis Potosí), parte della sua costa pacifica meridionale (zona dell'istmo di Tehuantepec), e gran parte dell'America centrale, a sud fino alla costa pacifica occidentale di Panama.
L'eufonia golagialla occupa una grande varietà di habitat, sia secchi sia umidi, accomunati dalla presenza di aree aperte inframezzate da aree arboree più o meno estese: sebbene sia possibile osservere questi uccelli più frequentemente sul limitare di boschi e foreste, essi colonizzano anche le piantagioni, i campi di taglio e i parchi e i giardini urbani.

## Tassonomia
Se ne riconoscono quattro sottospecie:
- Euphonia hirundinacea hirundinacea Bonaparte, 1838 - la sottospecie nominale, diffusa in Messico orientale e meridionale (San Luis Potosí sud-orientale, Puebla, Chiapas e penisola dello Yucatán), Belize, Guatemala, Honduras, El Salvador e fascia costiera orientale del Nicaragua;
- Euphonia hirundinacea suttoni Phillips, 1966 - endemica del Tamaulipas meridionale;
- Euphonia hirundinacea caribbaea Phillips, 1966 - endemica del nord dell'Oaxaca;
- Euphonia hirundinacea gnatho (Jean Louis Cabanis, 1861) - diffusa in Nicaragua settentrionale e occidentale, Costa Rica e Panama occidentale (provincia di Chiriquí).

Le sottospecie suttoni e caribbaea sono state recentemente scorporate dalla sottospecie nominale, dalla quale alcuni autori scorporerebbero anche una terza sottospecie, E. h. russelli, comprendente le popolazioni del Quintana Roo.